# Europazegel

Duitse Europazegels 1956; thema Europa in de steigers

Europazegels zijn postzegels die sinds 1956 worden uitgegeven door verschillende landen in Europa rond hetzelfde thema en deels ook met dezelfde afbeelding. In 1956 was het thema Europa in de steigers. In de periode 1956-1973 plus 1984 hadden in elke uitgifte de zegels van de meeste deelnemende landen dezelfde afbeelding.
De coördinatie van de uitgifte van Europazegels lag in de loop der tijd bij drie verschillende organisaties:
- 1956-1959: Europese Gemeenschap voor Kolen en Staal
- 1960-1992: CEPT
- 1993-heden: PostEurop, onderdeel van de Wereldpostunie.

## In Nederland
In de periode 1956-1973 en 1978-1993 deed Nederland elk jaar mee met de uitgifte van Europa-zegels. Sinds 2002 doet Nederland onregelmatig mee. 
In 2002 verschenen twee Europazegels in de zin van samenwerkingsverband Europese Unie met het thema Circus, in de vorm van paren, welk afwisselend 3 paren, met de dan al bekende blauwe priority-tab aan weerszijden van elk paar, onder elkaar in een velletje.
Daarnaast ontwikkelde de post-autoriteit een systeem, waarin tarieven werden vastgelegd voor gewichten van te verzenden stukken binnen Nederland, buiten Nederland maar binnen Europa, en Buiten Europa. Deze, meestal in boekjes uitgegeven zelfklevende zegels hadden ook hun blauwe tab, die samen met de waarde op het zegel diens reikwijdte aangaf. Heden kennen we de latere generatie van die ontwikkeling met de waarde aanduidingen van simpelweg "1, 2, of 3".  
Deze functionele postzegels worden nog wel eens verward met de Europa zegels in de zin van CEPT, welk verband, ooit ontstaan uit economisch pragmatisme, heden nog ten dienste van de samenwerking op het gebied der posterijen.
Het is nog altijd een dankbaar verzamelthema onder filatelisten. 

## In België
Sinds 1956 doet België elk jaar mee met de uitgifte van Europazegels.